# Médecins de nuit
Médecins de nuit est une série télévisée française en 38 épisodes de 54 minutes, créée par Bernard Gridaine (alias Bernard Kouchner), Hervé Chabalier et Gilles Bression, et diffusée entre le 22 septembre 1978 et le 27 juin 1986 sur Antenne 2, puis rediffusée sur M6, Série Club, Jimmy et sur 13e rue. Une trentaine d'épisodes ont été écrits par Georges Beller.
La musique du générique a été écrite par Vladimir Cosma. La première saison de cette série est réalisée par Philippe Lefebvre. De nombreux réalisateurs interviendront au cours des saisons suivantes : Bruno Gantillon, Peter Kassovitz, Nicolas Ribowski, Jean-Pierre Moscardo, Pierre Lary, Emmanuel Fonlladosa, etc.

## Synopsis
Cette série met en scène une équipe de médecins de nuit en situation d'urgence. Outre l'aspect médical, les scénarios mettent en lumière les aspects sociaux de la fin des années 1970, à Paris et sa proche banlieue.

## Distribution
- Catherine Allégret : Léone
- Greg Germain : Alpha
- Georges Beller : Michel
- Étienne Chicot : Christophe
- Agnès Château : Anne
- Rémy Carpentier : Jean-François
- Brigitte Roüan : Hélène
- Philippe Rouleau : Patrick
- Hélène Vincent : saison 1 : Mme Émile
- André Lacombe : saison 1 : M. Émile
- Mohamed Zinet : saison 1 : Ali
- Jean-Pierre Castaldi : saison 1
- Jacques David : saison 1 : le magistrat
- Anémone : saison 2, épisode Le Livre rouge, la femme enceinte
- Richard Anconina : saison 2
- Marcel Dalio : saison 2
- Christophe Bourseiller : saison 2
- Martine Sarcey : saison 2
- Evelyne Bouix : saison 2
- Jean-François Stévenin : saison 2
- Gérard Lanvin : saison 2
- Bernard-Pierre Donnadieu : saison 2
- Anne Jolivet : saison 3 : la pharmacienne
- Madeleine Barbulée : saison 3
- Éva Darlan : saison 3
- Georges Chamarat : saison 3
- Richard Bohringer : saison 3
- Charles Gérard : saison 3
- Jean-Pierre Kalfon : saison 3
- Mathé Souverbie : saison 3
- Roland Blanche : saison 4
- Michel Beaune : saison 4
- Maurice Risch : saison 4
- Dominique Zardi : saison 4
- Paul Le Person : saison 5
- Linda de Suza : saison 5
- Claude Bouchery : saison 5
- Gisèle Pascal : saison 5
- Carina Barone : saison 5
- Rüdiger Kirschstein : saison 5 : Docteur Harald Fechner

## Épisodes

### Première saison
1. Michel, épisode réalisé par Philippe Lefebvre
2. Anne, épisode réalisé par Philippe Lefebvre
3. Alpha, épisode réalisé par Nicolas Ribowski
4. Jean-François, épisode réalisé par Philippe Lefebvre
5. Hélène, épisode réalisé par Peter Kassovitz
6. Christophe, épisode réalisé par Philippe Lefebvre

### Deuxième saison
1. Légitime défense, épisode réalisé par Bruno Gantillon
2. Palais-Royal, épisode réalisé par Nicolas Ribowski
3. Henri Gillot 62 ans, retraité, épisode réalisé par Pierre Lary
4. Le Livre rouge, épisode réalisé par Nicolas Ribowski
5. Léone, épisode réalisé par Bruno Gantillon
6. Disco, épisode réalisé par Nicolas Ribowski
7. Les Margiis, épisode réalisé par Pierre Lary

### Troisième saison
1. L'Usine Castel, épisode réalisé par Peter Kassovitz
2. La Décapotable, épisode réalisé par Jean-Pierre Moscardo
3. Un plat cuisiné, épisode réalisé par Peter Kassovitz
4. La Pension Michel, épisode réalisé par Jean-Pierre Prévost
5. Amalgine, épisode réalisé par Gilles Legrand
6. L'Entrepôt, épisode réalisé par Jacques Tréfouël

### Quatrième saison
1. Nuit d'Espagne, épisode réalisé par Stéphane Bertin
2. Le Groupe rock, épisode réalisé par Gérard Clément
3. Jo Formose, épisode réalisé par Stéphane Bertin
4. Le Bizutage, épisode réalisé par Gérard Clément
5. Le Mensonge, épisode réalisé par Jean-Pierre Prévost
6. Quingaoshu, épisode réalisé par Emmanuel Fonlladosa
7. La Dernière Nuit, épisode réalisé par Emmanuel Fonlladosa

### Cinquième saison
1. Nuit de chine, épisode réalisé par Nicolas Ribowski
2. Panique, épisode réalisé par Franz Josef Gottlieb
3. Mot de passe, épisode réalisé par Emmanuel Fonlladosa
4. Marie-Charlotte, épisode réalisé par Jean-Pierre Prévost
5. Happy birthday, épisode réalisé par Jean-Pierre Prévost
6. Temps mort, épisode réalisé par Emmanuel Fonlladosa
7. Hep Taxi !, épisode réalisé par Nicolas Ribowski
8. Disc-Jockey, épisode réalisé par Franz Josef Gottlieb
9. Six braves petits indiens, épisode réalisé par Franz Josef Gottlieb
10. Angoisses, épisode réalisé par Franz Josef Gottlieb
11. Avis de recherche, épisode réalisé par Franz Josef Gottlieb
12. Tout a une fin, épisode réalisé par Franz Josef Gottlieb